# Enyedi Sámuel (feltaláló)
Enyedi Sámuel (benedeki) (18. század) gépész, órás, feltaláló
Gépész és órás volt Kolozsváron. Sok találmányon dolgozott egyszerre. Találmányai:
- bányatermékek és bányavíz kiemelésére szolgáló emelő, mellyel egyetlen ember tíz perc alatt 60 mázsát száz öl magasságra emelhet (1770);
- matematikai óra a mágneshajlás megmérésére;
- napóra delejtű nélkül;
- tengeri óra, mely jobb a korában használatban levőknél

1767-ben egy repülő szerkezetet is létrehozott, azonban alig hogy szerkezetével háza ablakából kilépett, tüstént a földre esett.
Műve: Demonstratio quadratura circuli. Nunc primum cum orbe erudito communicata. Claudiopoli. 1767. (Seivert véleménye szerint más fordította le latinra.)
Sírja a házsongárdi temetőben található.